# Coert Ebbinge Wubben
Johan Conrad (Coert) Ebbinge Wubben (Rotterdam, 25 februari 1915 – Idem, 26 maart 2014) was een Nederlands kunsthistoricus en museumdirecteur van Museum Boijmans Van Beuningen van 1945 tot 1978.

## Levensloop
Ebbinge Wubben studeerde kunstgeschiedenis aan de Universiteit Utrecht van 1935 tot 1941. Hierna begon hij als assistent van professor Vogelsang en in de bibliotheek van het Kunsthistorisch Instituut. Na de oorlog vertrok hij naar Museum Boijmans Van Beuningen in Rotterdam, waar hij in 1945 begon als waarnemend directeur en van 1950 tot 1978 diende als museumdirecteur.
Tijdens zijn bewind verwierf het museum enkele meesterwerken van onder anderen Jan van Eyck, Pieter Bruegel de Oude en Titiaan. Conform zijn idee werd Museum Boijmans in 1958 mede naar Daniël George van Beuningen vernoemd.
Vanwege zijn bijzondere verdiensten voor Museum Boijmans Van Beuningen ontving Ebbinge Wubben in 1969 de Laurenspenning van de stad Rotterdam en werd hij in 1978 benoemd tot ridder in de orde van de Nederlandse Leeuw.
Ebbinge Wubben stond bekend om zijn "extreem bescheiden" optreden, ingegeven door de antroposofische Christengemeenschap.

## Publicaties
- J.C. Ebbinge Wubben, H.M. Kraayvanger, A. van der Steur: Catalogus van de tentoonstelling: Nederland bouwt in baksteen 1800-1940. 1941.

Over J.C. Ebbinge Wubben
- Peter van der Coelen en Patricia van Ulzen. J.C. Ebbinge Wubben: museumdirecteur met een missie, 1945-1978, 2016.